# Attagis
Attagis là một chi chim trong họ Thinocoridae.